# Le Pétomane
Le Pétomane (vlastním jménem Joseph Pujol, 1. června 1857 Marseille — 8. srpna 1945 Toulon) byl francouzský varietní umělec, jehož vystoupení bylo založeno na řízeném vypouštění větrů.
Už v dětství objevil při koupání svoji schopnost zadržet v konečníku velké množství vody nebo vzduchu a postupně je vypouštět. Vyučil se pekařem, ale poté, co měl na vojně se svojí flatulentní show velké úspěchy, rozhodl se ji předvádět profesionálně. V roce 1892 se stal atrakcí kabaretu Moulin Rouge, kde dostával za jedno vystoupení víc než Sarah Bernhardtová. Dokázal „vyprdět“ populární píseň Au clair de la lune, napodobovat různé zvuky nebo zhasnout svíčku na několikametrovou vzdálenost. V roce 1894 byl z Moulin Rouge propuštěn za pořádání benefičních představení, které mu smlouva zakazovala. Poté založil vlastní divadlo Theatre Pompadour, s nímž objížděl celou Francii. Uměleckou činnost ukončil za první světové války a vydělané peníze investoval do vlastního pekařství. Po jeho smrti nabídla Sorbonna Pujolově rodině vysokou částku za to, aby jí poskytla tělo slavného příbuzného k výzkumným účelům, ale byla odmítnuta.
O Pétomanovi natočili životopisné filmy v roce 1979 Ian MacNaughton a v roce 1983 Pasquale Festa Campanile (v titulní roli Ugo Tognazzi).